# Emilio Cornalia
Emilio Cornalia est un naturaliste italien, né le 21 juillet 1824 à Milan et mort le 8 juin 1882 dans cette même ville.

## Biographie
Emilio Cornalia est conservateur de 1851 à 1866 et directeur de 1866 à 1882 du muséum de Milan. Il s’intéresse à presque tous les domaines de l’histoire naturelle. En 1856, il étudie les corpuscules caractéristiques des vers à soie atteints de pébrine. Ces corpuscules avaient été découverts en 1849 par Guérin-Méneville, mais Cornalia ayant montré nettement leurs liens avec la pébrine, ils resteront connus sous le nom de « corpuscules de Cornalia. »